# Lophopetalum multinervium
Lophopetalum multinervium är en benvedsväxtart som beskrevs av Henry Nicholas Ridley. Lophopetalum multinervium ingår i släktet Lophopetalum och familjen Celastraceae. Inga underarter finns listade.